# Stammliste des Hauses Arnstein

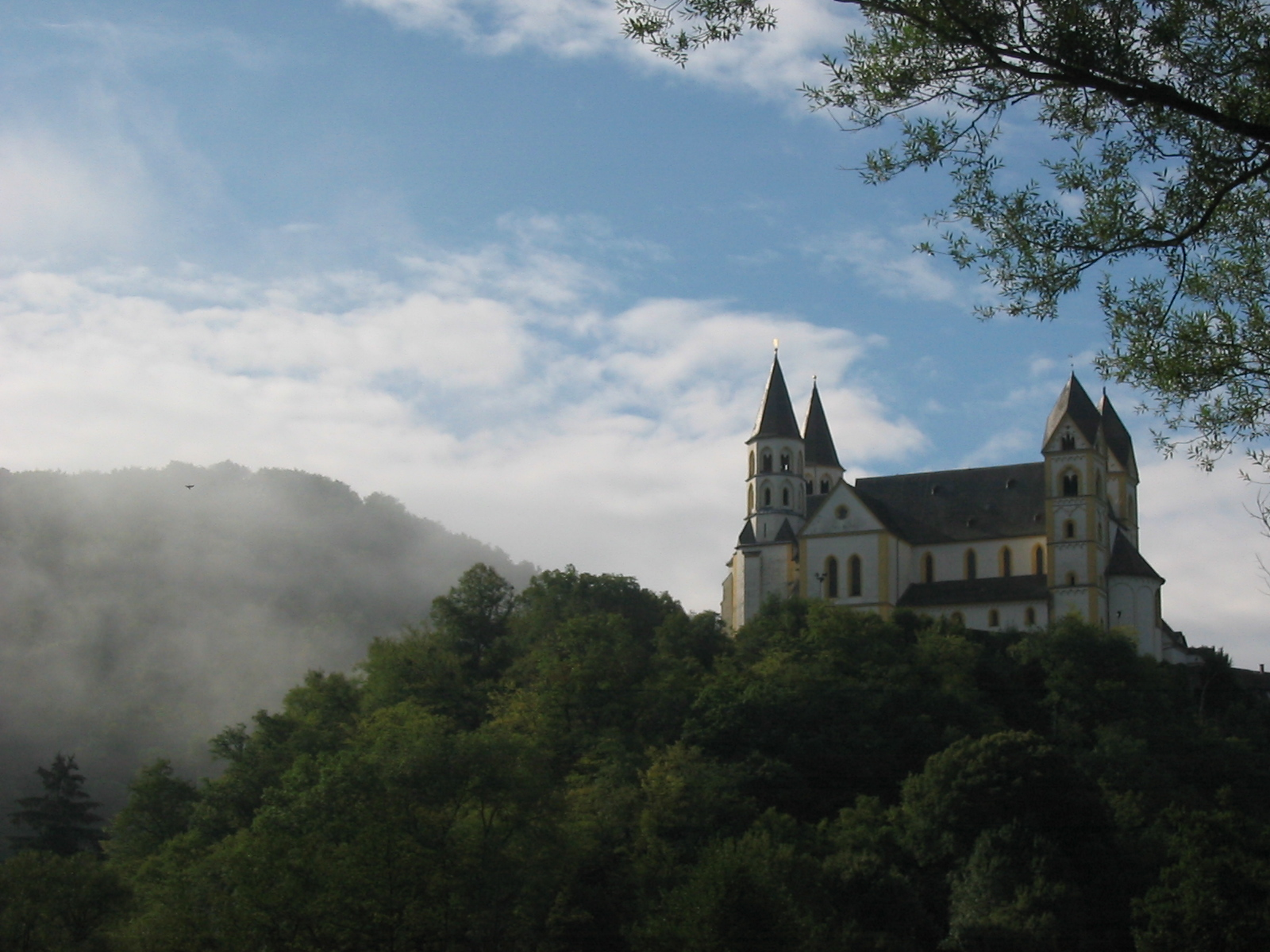
Kloster Arnstein, gestiftet von Graf Ludwig III. am Platz seiner Stammburg

Die Stammliste des Hauses Arnstein enthält alle Mitglieder des Hauses Arnstein, das für fast hundert Jahre den Einrichgau beherrschte. Neben dem Titel des Grafen im Einrichgau nannten sie sich auch oft nach ihrer an der Lahn erbauten Burg Arnstein, die der letzte Graf von Arnstein im Jahr 1139 in ein Kloster umwandelte. Im Jahr 1040 gab er schließlich seine Grafschaft im Einrichgau and seinen Vetter Rembold III. von Isenburg. Die Isenburger verkauften schließlich im Jahre 1160 den Einrichgau an die Grafen von Nassau und Katzenelnbogen, wodurch sich das sogenannte Vierherrische (Landgericht der vier Herren auf dem Einrich) bildete. Das Haus kennzeichnete sich durch die Leitnamen Ludwig und Arnold, die sich über die Töchter von Ludwig I. von Arnstein in anderen Adelsgeschlechtern verbreiteten. Die Grafen von Arnstein im Einrich sind nicht mit den Grafen von Arnstein im Harz zu verwechseln.

## Stammliste des Hauses Arnstein im Einrich
1. Arnold I. (* um 1005; † nach 1036), Graf von Arnstein, ⚭ Sophia von Molsberg, Tochter von Werner von Hamaland (Immedinger)
  1. Arnold II. (* etwa 1023; † um 1067), 1042–1067 Graf von Arnstein, 1048–1067 Graf im Einrichgau, 1044–1067 Graf im Engersgau
    1. Ludwig I. (* um 1045; † zwischen 1080 und 1095 oder 1084), 1067–1084 Graf von Arnstein, Graf im Einrichgau und Engersgau, ⚭ Jutta (* vor 1052; † 1099), Tochter von Rutger II., Graf von Kleve 1051–1075 und Irmentrude von Hammerstein
      1. Judith (* um 1065; † 1118), ⚭ Otto II. (* um 1050; † 1113), 1063–1113 Herr/Graf von Zutphen
      2. N. (* um 1066), ⚭ Mit ungarischem Adligen
      3. N. (* um 1068), ⚭ Mit ungarischem Adligen
      4. Osterlind (* um 1073), ⚭ Metfried (* etwa 1073 † um 1145), 1084–1129 Graf im Engersgau, 1129–1145 Graf von Wied
      5. Ludwig II. (* um 1073; † nach 1117), 1084–1117 Graf von Arnstein, Graf im Einrichgau, ⚭ Adelheid (Udelhild) (* um 1093; † 1159), Tochter von Arnold von Odenkirchen
        1. Ludwig III. (* 1109; † 28. Oktober 1185), 1117–1139/40 Graf von Arnstein, Graf im Einrichgau, Klostergründer, ⚭ Guda von Bomeneburg (Emichonen)
        2. Udelhild (* vor 1120), ⚭ Gerhard († nach 1171) Graf von Nürings, Gründer des Klosters Retters

      6. Irmgardis/Demudis (* um 1074), ⚭ Dudo (* um 1060; † vor 1124), 1093–1117 Graf von Laurenburg, Stammvater des Hauses Nassau
      7. Giselhild (* um 1076), ⚭ Konrad von Lauffen, 1127–1139 Graf im Lobdengau
      8. Katharina (* um 1079), ⚭ Rembold II. (* um 1070; † nach 1121), 1110–1121 Graf von Isenburg, Sohn von Gerlach I. (* um 1040; † nach 1010), 1088–1110 Herr von Rommersdorf, 1092 Vogt von Hönningen, 1100–1110 Graf von Isenburg

### Stammliste nach der Ludwig von Mousson-Theorie (Edo Wilbert Oostebrink)
1. Arnold I. (* um 1005; † nach 1038), Graf von Arnstein, mit Wigger Graf im Engersgau, ⚭ Sophia von Molsberg, Tochter von Werner von Hamaland (Immedinger)
  1. Arnold II. (* um 1025; † nach 1067), 1042–1067 Graf von Arnstein, 1048–1067 Graf im Einrichgau
    1. Jutta (* um 1050; † 1099), Erbin des Einrichgaues, ⚭ Ludwig I. (* um 1045; † zwischen 1080 und 1095), 1067–1080 Graf von Arnstein, Graf im Einrichgau, Sohn von Ludwig von Mousson
      1. Sophia (* etwa 1067; † 1118), ⚭ Gerhard III. (* um 1068; † 16. Oktober 1129), 1096–1129 Graf von Geldern
      2. N. (* um 1069), ⚭ Mit ungarischem Adligen
      3. N. (* um 1070), ⚭ Mit ungarischem Adligen
      4. (?) Osterlind (* um 1073), ⚭ Metfried (* etwa 1073 † um 1145), 1084–1129 Graf im Engersgau, 1129–1145 Graf von Wied
      5. Ludwig II. (* um 1073; † nach 1117), 1084–1117 Graf von Arnstein, Graf im Einrichgau, ⚭ Adelheid (Udelhild) (* um 1093; † 1159), Tochter von Arnold von Odenkirchen
        1. Ludwig III. (* 1109; † 28. Oktober 1185), 1117–1139/40 Graf von Arnstein, Graf im Einrichgau, Klostergründer, ⚭ Guda von Bomeneburg (Emichonen)
        2. Udelhild (* vor 1120), ⚭ Gerhard († nach 1171) Graf von Nürings, Gründer des Klosters Retters

      6. Beatrix (* um 1074), ⚭ Dudo (* um 1060; † vor 1124), 1093–1117 Graf von Laurenburg, Stammvater des Hauses Nassau
      7. Giselhild (* um 1076), ⚭ Konrad von Lauffen, 1127–1139 Graf im Lobdengau
      8. Katharina (* um 1079), ⚭ Rembold II. (* um 1070; † nach 1121), 1110–1121 Graf von Isenburg, Sohn von Gerlach I. (* um 1040; † nach 1010), 1088–1110 Herr von Rommersdorf, 1092 Vogt von Hönningen, 1100–1110 Graf von Isenburg
      9. Arnold (* um 1080)

  2. Gerlach (* um 1030; † 1067), genannt von Wickrath, Vogt von Geldern